# Oxamita
La oxamita es un mineral de la clase de los minerales compuestos orgánicos. Fue descubierta en 1870 en un depósito de guano en las Islas Guañape en el departamento de La Libertad (Perú), siendo nombrada así por su composición química: OX -oxalato- y AM -amonio. Un sinónimo poco usado es el de guañapita.

## Características químicas
Químicamente es un oxalato de amonio hidratado, que aparece de forma natural en las rocas.

## Formación y yacimientos
Parece ser que este mineral orgánico se forma derivado de los depósitos de guano de ave y murciélago. También se ha visto en huevos de ave sub-fósiles y en esqueletos de ave sub-fósiles.
Suele encontrarse asociado al mineral de mascagnita.